# Steven Kistler
Samuel Stephens Kistler (26 de marzo de 1900 - 6 de noviembre de 1975) fue un científico e ingeniero químico estadounidense, más conocido como el inventor del aerogel, uno de los materiales sólidos más livianos conocidos.

## Biografía
Kistler nació el 26 de marzo de 1900 en el pequeño pueblo de Cedarville, en el extremo noreste de California, Estados Unidos. Hijo de un tendero, a los 12 años de edad se mudó a Santa Rosa junto a su familia, donde se interesó por  la química. 
Ingresó en la Universidad del Pacífico (California) en 1917 con el objetivo de aprender a tocar el violonchelo y posteriormente obtener el título de agricultura. Sin embargo, su camino se desvió y terminó cursando todas las asignaturas de ciencias disponibles, dejando a un lado la agricultura y la música. Tres años después, ingresó a la Universidad Stanford, donde obtuvo la carrera de Química, así como el título de Ingeniero Químico. Tras un breve período de tiempo trabajando para la Chevron Corporation de California, regresó a su actividad académica como docente de química en la Universidad del Pacífico hasta 1931, cuando se transfirió a la Universidad de Illinois.
Las circunstancias exactas de la creación de los primeros aerogeles no están bien registradas. Una historia popular dice que resultaron de una apuesta entre Kistler y su colega Charles Lerner «para ver si podían reemplazar el líquido contenido en una gelatina sin alterar su estructura». Si estos experimentos se realizaron en el College of the Pacific, aún con instalaciones limitadas después del traslado en 1923 al nuevo campus de Stockton en Stanford, donde Kistler comenzó a buscar un doctorado en 1927, es una fuente de cierta confusión. De cualquier manera, en 1931 Kistler publicó un artículo en Nature (vol. 127, p. 741) titulado «Aerogeles y gelatinas expandidas coherentes».
Dejó su puesto de profesor en la Universidad de Illinois en 1935, y firmó un contrato con Monsanto Company a principios de la década de 1940 para comenzar a desarrollar productos de aerogel de sílice granular bajo la marca registrada Santocel. Ampliamente utilizada como agente de aplanamiento en pinturas y para usos similares, la línea fue descontinuada por Monsanto en 1970, probablemente debido al alto costo de fabricación y la competencia de los productos más nuevos. Sin embargo, Kistler había regresado a la enseñanza, asumiendo el cargo de Decano de la Facultad de Ingeniería de la Universidad de Utah en 1952. Murió en Salt Lake City en noviembre de 1975, poco antes del resurgimiento del interés en los aerogeles causado por el descubrimiento de un tiempo menor. -consumidor de fabricación por investigadores liderados por Stanislaus Teichner en Francia.